# Дончо Дончев (географ)
Вижте пояснителната страница за други личности с името Дончо Дончев.
Дончо Иванов Дончев е български учен географ, професор.

## Биография
Дончо Дончев е роден на 12 февруари 1934 г. в Шереметя, област Велико Търново. Средното си образование завършва във Велико Търново. От 1953 до 1958 г. е студент по география в Софийския университет „Св. Климент Охридски“. Завършва специализация по икономическа география. От 1958 до 1963 г. работи като преподавател в Строителния техникум във Велико Търново. През април 1963 г. постъпва на работа като научен сътрудник в Географския институт при БАН – София, секция Икономическа география. От 1974 г. е доктор по география, а от 1976 г. старши научен сътрудник II степен. През 1991 г. Дончо Дончев е избран за старши научен сътрудник I степен, а през 1997 г. – за професор във Великотърновския университет „Св. св. Кирил и Методий“. Чел е лекции в Сорбоната в Париж, в университетите в Руан и Хавър, Франция. През 1989 – 1991 г. е заместник-директор на Географския институт при БАН, през 1991 – 1993 г. негов директор, а през 1997 – 1999 г. – ръководител на катедра „География“ във ВТУ „Св. св. Кирил и Методий“. Умира през 2009 г.

## Научна дейност
Насочва се към изследване на отрасловата и териториалната организация на промишлеността в България, на нейното влияние върху околната среда. Важно научно и методологическо значение имат многобройните му трудове, посветени на социално-икономическото райониране на страната. Ценни за социално-икономическата география в България са научните му проучвания на отделни социално-икономически микрорайони (Великотърновски, Полскотръмбешки, Павликенски и пр.) и райони (Янтренски, Витско-Осъмски и др.).
Значителен научен принос имат изследванията на Дончо Дончев за влиянието на структурата на промишлеността върху демографското развитие на селищата от различни географски ареали на България, за развитието на производството и формирането на териториално-производствените комплекси, за състоянието на формите на териториална организация на промишленото производство и т.н.
Творчеството на Дончо Дончев включва над 100 научни и над 60 научнопопулярни студии, статии и доклади. Той е автор на 15 карти в Националния атлас на Народна република България, на шест карти в атласа на София и Софийската агломерация, на три карти в атласа на страните от Централна и Източна Европа.
Творческата дейност на Дончо Дончев е свързана с усилена изследователска работа в областта на социално-икономическото планиране и с разработване на въпросите на устойчивото развитие. Той е един от най-активните популяризатори и пропагандатори на географски знания в България. Дългогодишен редактор е на списание „География“, редактор на научното издание на Географския институт при БАН – „Проблеми на географията“, на тритомника „География на България“, на комплексния географски труд „Физическа и социално-икономическа география на България“ (1998).

## Трудове
- „Физическа и социално-икономическа география на България“
- „География на световното стопанство“ (1991)
- „География на България. Физическа и социално-икономическа география.“ – АИ „Марин Дринов“ 1997
- „Геоикономика“ (2003)
- „География на производството и световното стопанство“ – Абагар 2003, 2004
- „География на туризма на България“ (2008)
- „География и икономика за 9 клас“ – „Анубис“
- „География и икономика за 10 клас“ – „Анубис“